# Gaillon
Gaillon település Franciaországban, Eure megyében. Lakosainak száma 6785 fő (2022. január 1.). Gaillon Le Val-d'Hazey, Courcelles-sur-Seine, Port-Mort, Saint-Aubin-sur-Gaillon, Saint-Pierre-la-Garenne és Saint-Julien-de-la-Liègue községekkel határos.

## Népesség
A település népességének változása:
| Lakosok száma | 3604 | 5845 | 6303 | 6724 | 7117 | 7027 | 6924 | 6860 | 6833 | 6785 |
|               | 1968 | 1982 | 1990 | 2006 | 2013 | 2015 | 2017 | 2019 | 2020 | 2022 |